# Империя Онлайн
Империя Онлайн е масова мултиплейър онлайн стратегическа игра в реално време, разработена от българската компания „Империя Онлайн“ ЕАД. За първи път се появява в мрежата на 23 август 2005 година. Доминираща в Империя Онлайн е военната стратегия, типична за епохата на Средновековието. Империя Онлайн има над 40 милиона регистрирани потребители и е преведена на 30 езика. Най-актуалната версия на играта е 7-а, като все още има активни светове и от версия 5.

## Геймплей
Империя Онлайн се развива в Средновековието. Играта се играе на последната си версия 7, въпреки че все още съществуват и активни светове версия 5 и 6. Всеки играч започва като император на неразвита провинция. Тя може да бъде развивана с построяването и – впоследствие – надграждането на различни икономически и военни сгради, между които сгради за производство на ресурси, както и университети, в които се извършват ключови проучвания. В по-напреднал етап на развитие има възможност за наемане и трениране на бойни единици, с които играчите атакуват други провинции, за да разграбят ресурсите в тях, както и за да се защитават от вражески атаки. След построяване на сградата Пазар играчите могат да търгуват помежду си с наличните ресурси. Анексирането на нови територии и основаването на колонии оформят империята. Играчите имат възможност да комуникират помежду си чрез лични съобщения в играта, както и да се присъединяват към съюзи, за да си съдействат с други в името на икономическото и военното развитие.

### Първи стъпки
Необходимо е играчите да се регистрират (безплатно) на ImperiaOnline.org, предоставяйки имейл адрес, потребителско име и парола. Възможна е регистрация и през акаунт в социална мрежа. След вход в играта всеки преминава стъпките на съветник, който дава напътствия относно основните модули на играта и осигурява награда за успешното изпълнение на възложените от него задачи. След завършването на стъпките на съветника, на играчите се дава възможност за изпълнението на мисии, чието успешно завършване води до развитие на провинцията. До достигне на 1000 точки, всеки играч може да се възползва от защита на начинаещия, която го предпазва от вражески атаки.

### Ресурси
Ресурсите са необходими за развитието на провинциите и обучението на бойни единици. Дървото, желязото и камъкът се добиват в съответните сгради: Дърводелница, Мина за желязо и Каменна кариера. С надграждането на тези три сгради се осигурява повече място за работници в тях и следователно по-голямо производство на ресурси. Четвъртият ресурс е златото. То се използва за развитието на повечето проучвания, обучение на бойни единици и строеж на сгради. Златото е и универсалното валутно средство за търгуване с останалите три типа ресурс. Златото се набавя посредством налагане на данъци върху населението, чрез продажба на ресурси на пазара, след успешна обсада на крепости, чрез депозиране в банката, както и като награда от ковчежета с бонуси. На картата на империята се намират и най-различни специални ресурси – повече от 50 вида, които дават бонуси към производството на ресурси, към характеристиките на бойните единици, към трупането на опит и др.

### Сгради
В столицата има общо 29 сгради. Те се строят и надграждат от Градския център. Двата вида сгради са разделени в две подменюта – Икономика и Военни. Всяка сграда има специална функция. Двата университета например осигуряват развиването на военни и икономически проучвания.

### Провинции
В началото всяка провинция е като едно малко село, което играчът управлява. Строежът на сгради, развитието на проучвания и сформирането на армия спомага за разрастването на провинцията върху глобалната карта. По-късно играчът анексира нови територии, които също са със статут на провинции. Те се развиват както столицата – строят се сгради, полагат се грижи за населението, ресурсите и бойните единици се използват за благото на провинцията. В сравнение със столицата останалите провинции имат някои недостатъци: в тях не може да се строят университети, дворец, щабове, банка, чудеса и други. Друг начин за разширяване на империята е колонизирането на територии.

### Съюзи
Съюзите са групи от играчи, които споделят стратегии за игра. Членовете на съюза внасят ресурси в него и ги инвестират в съюзни сгради и проучвания, обявяване на война, влияние и надмощие в света. Съюзниците имат възможност да си помагат, като изпращат злато един на друг. Има отделна класация за съюзите, в която те се конкурират на базата на общата сума от точки на съюзниците.

### Битки
Военният модел в Империя Онлайн е сложен и детайлен, въпреки че е основан само на няколко типа бойни единици. Те са мечоносци, копиеносци, стрелци, конница и обсадни машини. Военният модел изисква от играча стратегическо и тактическо мислене, както и използването на най-правилната формация, тъй като резултатът от битката се определя автоматично, при сблъсъка, и военните единици не могат да бъдат контролирани пряко. Има 3 вида атаки: полева битка, крепостна обсада и опожаряване. При първия тип армията се сражава с полевата армия на противника, без това да прераства в крепостна обсада или опожаряване на населението. Единствената печалба за нападателя са военните точки заради избитите вражески войници, както и точки доблест. При крепостната обсада се заграбват ресурси от опонента. При опожаряване армията напада цивилното население на противника. За всеки убит селянин атакуващият печели злато. За наказание обаче му се отнемат от точките доблест. Шпионажът е много важна част от военния модел, тъй като предоставя на играча информация за вражеската империя, която може да бъде определяща за изхода на една битка.

### Великите хора
Великите хора са визитната картичка на версия 6. Те представят концепцията за благородниците – императорът, който може да натрупа опит в две различни дисциплини, и императорският двор. Като губернатор на една провинция императорът си служи с умения, които помагат за увеличаване производството на ресурси и силата на армията. Като военачалник, императорът придобива умения, които подобряват бойните му способности. Всеки велик човек се ражда с определени таланти, така че внимателният подбор на наследници е ключът към стабилното управление. През 2018 г. в играта е въведена тъмница. Ако битката е загубена от играча, има вероятност неговият генерал да бъде заловен от противниковата армия.

### Победител на света
При старта на версия 5 на играта победителят в ерата се определяше от съюзно състезание. По време на това състезание съюзите се опитваха да покорят замъците в съответния свят и да контролират влиянието, което те проектират. Поне 60% влияние по цялата територия на картата за фиксиран брой часове (в зависимост от скоростта на света) бяха необходими, за да се извоюва победата. След излъчването на съюз-победител, ерата приключваше.
От началото на 2016 година всички ери във всички светове на Империя Онлайн завършват на фиксирани дати, обявени предварително от системата на играта. Победителят в даден свят е съюзът, който има най-голям процент влияние при крайната дата или този с най-голяма нетна стойност, ако никой няма влияние.

### Глобални събития
Глобалните събития са епични предизвикателства, които Империя Онлайн отправя към играчите си. Колосалните структури за пръв път се появяват във Версия 6 и изискват огромно количество умения. Мрачната крепост, Черепът на изобилието, Кулата на знанието, Каменният затвор и Вечният замък са само част от събитията, които обединяват цели светове, за да бъдат покорени.

### Зала на славата
През 2018 г. става активна Залата на славата. Тази функция съдържа историята на всички ери, във всички светове на Империя Онлайн, за последната една година. Всеки посетител на главната страница може да прегледа историята на играта и да види кои са най-добрите играчи и съюзи за конкретен свят.

## История
Идеята за играта е замислена от Доброслав Димитров, който е отговорен за дизайна на играта, и Мони Дочев, който отговаря за програмния код на проекта.
На 23 август 2005 година в Мрежата стартира първият свят на Империя Онлайн.
През 2006 година версия 2 и версия 3 стартират едновременно. Те вървят паралелно с версия 1 и предлагат алтернативен геймплей за различните вкусове на играчите. Играта е преведена на 12 езика, благодарение на фенове и community manager-и. В същата година се провежда и първият турнир в Империя Онлайн – „Номадски нашествия“.
През 2008 година е пусната нова версия на играта: версия 4, която по-късно служи за прототип на версия 5. Версия 4 е с по-сложен и обогатен геймплей, а по-късно претърпява визуални подобрения, в резултат на което се обособява версия 4А. Същата година се провежда и първото за версия 4 издание на емблематичния турнир „Номадски нашествия“.
През 2010 година е пусната версия 5: „Ера на завоеванията“. С нея са въведени нови визуални ефекти и модули, както и втора раса освен имперците – номади.
През 2011 година в световете на версия 5 се провежда турнирът „Номадски нашествия“. За първи път играчите вземат участие и в Световното първенство на Империя Онлайн.
През 2012 година са отворени Тактически свят и Мега Блиц свят, които предлагат на най-опитните играчи допълнителни предизвикателства. Версия 5 на Империя Онлайн е представена и на iOS платформа. Провежда се Световно първенство на Империя Онлайн.
През 2013 година играта е интегрирана в най-голямата руска социална мрежа – Одноклассники. Провежда се последното издание на Световното първенство на базата на версия 5. Версия 5 на Империя Онлайн е качена в Мой Мир и стартира на Android устройства. Отново през 2013 година е представена най-актуалната, 6-а версия на Империя Онлайн – „Великите хора“. Тя е с изцяло нова графика, обогатена игрова механика, нови модули, като най-интересният от тях е Великите хора, даващ и името на версията на играта.
През 2014 година версия 6 е интегрирана за iOS и Android устройства, както и в социалната мрежа Facebook. През същата година играта става достъпна на портали като Yahoo, ProSieben, Wild Tangent, Grupa Onet, RBK Games. Разширява се партньорството с Mail Ru Group с качването на версия 6 в Одноклассники, Мой Мир и Vkontakte.
През 2015 година Империя Онлайн за Windows Phone е публикувана от Game Troopers и стана първото българско Xbox заглавие на Microsoft. Играта предоставя нови епични предизвикателства чрез нови Глобални събития, като Мрачната крепост, Черепa на изобилието, Кулата на знанието и Каменния затвор. Същата година в играта се провежда юбилейно 10-о издание на турнира „Номадски нашествия“. В края на годината в играта за пръв път има зимна визия.
През 2016 година е въведен нов модул – Имперски магазин, където се предлагат разнообразни стоки като бустери за опит, предмети за намаляване времето за цивилни и военни строежи и проучвания, предмети за увеличаване силата на армията по време на битка и други ексклузивни оферти. Създаден е най-предизвикателният Blitz Masters свят с набор от правила, които го правят екстремно конкурентен. През същата година, Империя Онлайн е одобрена от най-голямата онлайн платформа – Steam. Провежда се първата Имперска Олимпиада – Летни игри 2016.
През 2017 година Империя Онлайн е публикувана от Play 3arabi под името Kingdoms Online за iOS и Android. Играта е напълно локализирана на арабски, а съдържанието, включително саундтрака и визията на играта, е персонализирано и съобразено в културно отношение. През същата година, Империя Онлайн интегрира ClanPlay – социално насочено приложение за по-добра комуникация между играчите по време на игра. Представени са нови и подобрени версии на сградите тип чудеса. Провежда се следващата Имперска Олимпиада – Зимни игри 2017. За удобство на играчите е въведен още един платежен метод – Trustly.
В началото на 2018 година Империя Онлайн става налична в Samsung Galaxy App Store и MI App store. В края на същата година играта дебютира в Huawei AppGallery, KakaoTalk и One Store. По време на Huawei Connect Europe 2018, играта е официално представена като една от водещите стратегии.
През същата година Империя Онлайн участва в благотворителното събитие на War Child заедно с други водещи разработчици на мобилни игри. За събитието Armistice в играта бе пуснат специален премиум пакет, а всички приходи от него са дарени за подпомагане на деца, засегнати от войната.
В началото на 2019 г. „Глобалният чат“ е пуснат във всички светове – функция, която подобрява социалния елемент на играта и позволява на играчите да комуникират едновременно на едно място. След това Империя Онлайн е домакин на Nomads Invasion: Civil War, където за пръв път в играта, играчите имат възможност не само да се бият с Nomad Horde, но и да се обръщат един срещу друг. По-късно тази година стартира първият турнир на Battle Royale в Imperia Online – напълно самостоятелен PvP турнир.
Империя Онлайн дебютира и в LootBoy, BILD и Wanted 5 Games. В същото време играта е включена и в игралния портал на Kixeye – разработчикът на War Commander и Battle Pirates. Същата година Империя Онлайн участва в глобалната кауза на War Child като разработва и стартира специални пакети за продан в играта. Всички приходи от продадените пакети са дарени директно на War Child Armistice. През есента се провежда и Световното първенство на Империя Онлайн, а шампион е отборът на Румъния. Освен това, по случай 10-годишнината от мобилната версия на играта, някои от влиятелните български YouTube геймъри оглавяват елитните съюзи в така наречения „Influencer wars“ свят.
Първия турнир провел се в играта през 2020 е годишният за играта турнир Империя Онлайн Зимни Игри, на който за разлика от последните две години, титлата бе отнесена от RoyalSquad. През май месец същата година под мотото “Светът под обсада” се проведе и Световното Първенство, като включилите се отбори са над 30.
В края на лятото се състоя и турнир Летни Игри, на който много дългогодишни отбори в играта се включват да се сражават - Mercenarios, DeathSquad, ForceAwakens & OldFriends. С настъпването на есента Империя Онлайн чества десетгодишнината на турнира Световно Първенство, за който бяха създадени специални вътрешни турнири и събития в играта. За първи път турнирът се провежда два пъти в годината. Победителят в турнир за втора поредна година е Румъния. През 2020 година Discord каналът на играта е създаден. 
2021 започна с турнира “Realm of Legends” и титлата е спечелена от отбора на sorin3o. След това е време за турнира “Империя Онлайн Зимни Игри”, който е спечелен от DeathSquad. Въвеждат се два нови модула в играта след рестартиране във всяко царство: ресурсни лагери и елементи от съюза. През март 2021 г. стартира турнира Nomads Invasion. След това през май излезе четвъртото издание на турнира Dominion Rush, в което участваха 29 отбора. През юни дойде време за съюзния турнир “Eternal War” и титлата взе отборът на Russian_Empire. През юли излезе новото издание на индивидуалния турнир във формат "Battle Royale" - Imperia Online Battle Royale, което е най-трудната соло PvP среда, създавана някога. През август се отбеляза 5-та годишнината от Летните Игри. През септември се празнуват 11 години от създаването на Световното Първенство и победител за трети пореден път е Румъния. 
“Зимни игри” са първият турнир за 2022 г., последван от “Вечната война”. Империя Онлайн два пъти заема челни позиции в Windows Store, а след това и в Samsung Store. Междувременно е въведен редизайн на профила в играта. Разнообразие от събития и турнири са проведени през цялата година, включващи Свети Патрик, който стартира през март, няколко Великденски събития бяха стартирани през април, включително празнична защита по време на празниците. Същият месец стартира “Номадски нашествия”. В играта са добавени нови възможности за военни изследвания. Турнирът “Териториална надпревара” стартира през май. През 2022 г. стартира и “Паралелен реалм” за първи път. През юли са пуснати “Летни игри”. Залата на славата претърпява трансформация с нови класации, глобални профили и статистики с включващи постижения.
Турнирнирите за 2023 г. в Империя Онлайн започват със “Зимните игри” през януари. Това е последвано от “Dominion Rush” през май. Със смяната на сезоните “Летните игри” отбелязват края на юни. Важно събитие е завръщането на турнира “The World of Legends”, който е възобновен след двугодишна пауза в края на юли. Това е последвано от въвеждането на чисто нов турнир, наречен “Game of Tribes” през август. Той включва формат, при който състезателите са разделени на четири племена – викинги, рицари, самураи и хуни. На всяко племе е определен собствен квадрант на глобалната карта на играта и на участниците е разрешено да се съюзяват само с играчи от съответното племе, на което принадлежат. По-късно през годината, както обикновено, се провежда Световната купа 2023 - турнирът „Age of Heroes“- Румъния е победител.
През 2024 г. турнирният сезон започна със Зимните игри, последвани от Heroic Rush, седмото участие в поредицата Dominion Rush. „Великденското ловно събитие“ осигурява забавно сезонно събитие, докато турнирът Eternal Glory предлага допълнителни предизвикателства. Второто издание на Game of Tribes позволява на играчите да се ориентират в съюзи в племенни квадранти. Летните игри донасят оживен завършек на сезона. The Realm of Legends продължава да привлича участници от цял свят. Годината завършва със Световната купа – Heroes' Legacy, където немският отбор спечели победата, а турнирът Ultra Blitz добавя вълнение към състава.

## Турнири
В Империя Онлайн се провеждат различни турнири. До началото на 2020 г. са проведени следните турнири: Номадски нашествия, Шампионска лига, Война за надмощие, Имперска Олимпиада – Летни, Зимни и Пролетни игри и Световно първенство. През 2017 г. за първи път се проведе турнирът Териториална Надпревара. През 2018 първият турнир с награден фонд става факт – Nomad All Stars, а наградният фонд е 5000 евро.
- Победител в Световно първенство 2011 и 2012 е българският отбор.
- Победител в Световно първенство 2013 е хърватският отбор.
- Победител в Световно първенство 2014 е бразилският отбор.
- Победител в Световно първенство 2015 е хърватският отбор.
- Победител в Световно първенство 2016 е полският отбор.
- Победител в Световно първенство 2017 е българският отбор.
- Победител в Световно първенство 2018 е американският отбор.
- Победител в Световно първенство 2019 е румънският отбор.
- Победител в Световно първенство 2020 е румънският отбор за втора поредна година.
- Победител в Световно първенство 2021 е румънският отбор за трета поредна година.
- Победител в Световно първенство 2022 е отборът на Република Северна Македония.
- Победител в Световно първенство 2023 е румънският отбор.
- Победител в Световно първенство 2024 е немският отбор.

Победители от Световното първенство:
| ГОДИНА | СВЕТОВЕН ШАМПИОН        |
| ------ | ----------------------- |
| 2011   | отбор България          |
| 2012   | отбор България          |
| 2013   | отбор Хърватия          |
| 2014   | отбор Бразилия          |
| 2015   | отбор Хърватия          |
| 2016   | отбор Полша             |
| 2017   | отбор България          |
| 2018   | отбор САЩ               |
| 2019   | отбор Румъния           |
| 2020   | отбор Румъния           |
| 2021   | отбор Румъния           |
| 2022   | отбор Северна Македония |
| 2023   | отбор Румъния           |
| 2024   | отбор Германия          |

## Номинации
„Game Connection Awards 2014“ Париж, Франция:
- Promising IP
- Desktop Downloadable
- Hardcore Game

„TIGA Games Industry Awards 2016“
- Номинация за Игра на годината

Amazon.de „Горещи нови продукции“ в категория Саундтрак 2016: най-продавани нови представени продукти
- Двата албума на Империя Онлайн заемат престижните позиции №10 и №11

„Европейски Бизнес Награди 2016/17“
- Национален шампион в Потребителски фокус

„TIGA Games Industry Awards 2017“
- Номинация за Стратегическа игра